# 下山学
下山 学（しもやま まこと、1984年9月29日 - ）は、宮城県出身の元プロ野球選手（外野手）。右投右打。プロでは育成選手であった。血液型はA型。

## 来歴・人物
小学校3年から野球を始める。西山中学校から神奈川県の法政大学第二高等学校へ進学。3年夏は神奈川県16強。青森大学では1年からレギュラーとなり、1年と4年時に大学選手権に出場。北東北大学リーグでは通算19本塁打の新記録を樹立した。最優秀選手、優秀選手各1回、ベストナイン3回。
2006年の育成ドラフト2巡目で指名され読売ジャイアンツに入団。しかし2軍でもあまり出場機会が得られず1年で解雇された。
2007年11月7日に行われた12球団合同トライアウトには投手として参加し、最速143キロを記録した。同僚だった三浦貴に右翼フェンス直撃の二塁打を浴びたものの、140キロを超える速球を低めに集めて他の打者3人を抑えた。竹下哲史（元中日ドラゴンズ）からは三振を奪った。投手経験はなくこれが初めてのマウンドだったが、青森大4年のときに遊びで測った球速は148キロを記録したことがあると明かした。

## 詳細情報

### 年度別打撃成績
- 一軍公式戦出場なし

### 背番号
- 104（2007年）